# Dekanat Schwabmünchen

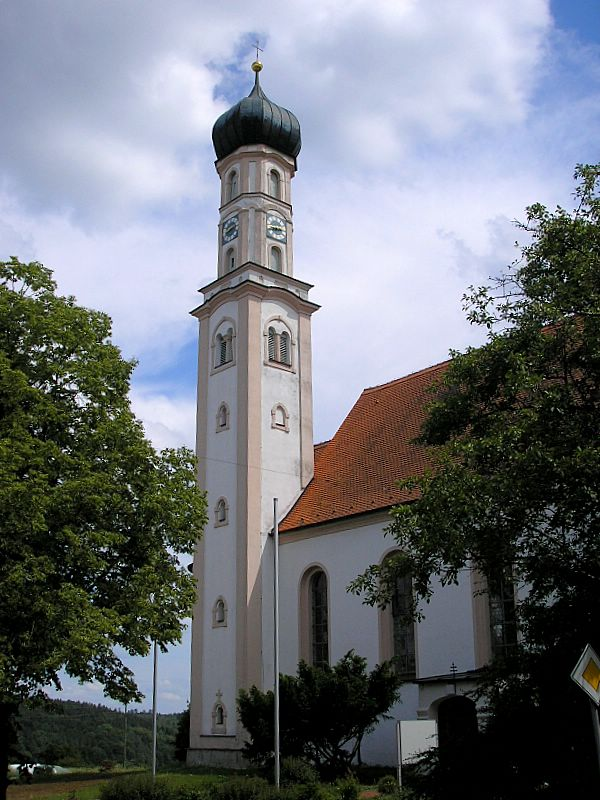
Pfarrkirche St. Laurentius Reinhartshausen

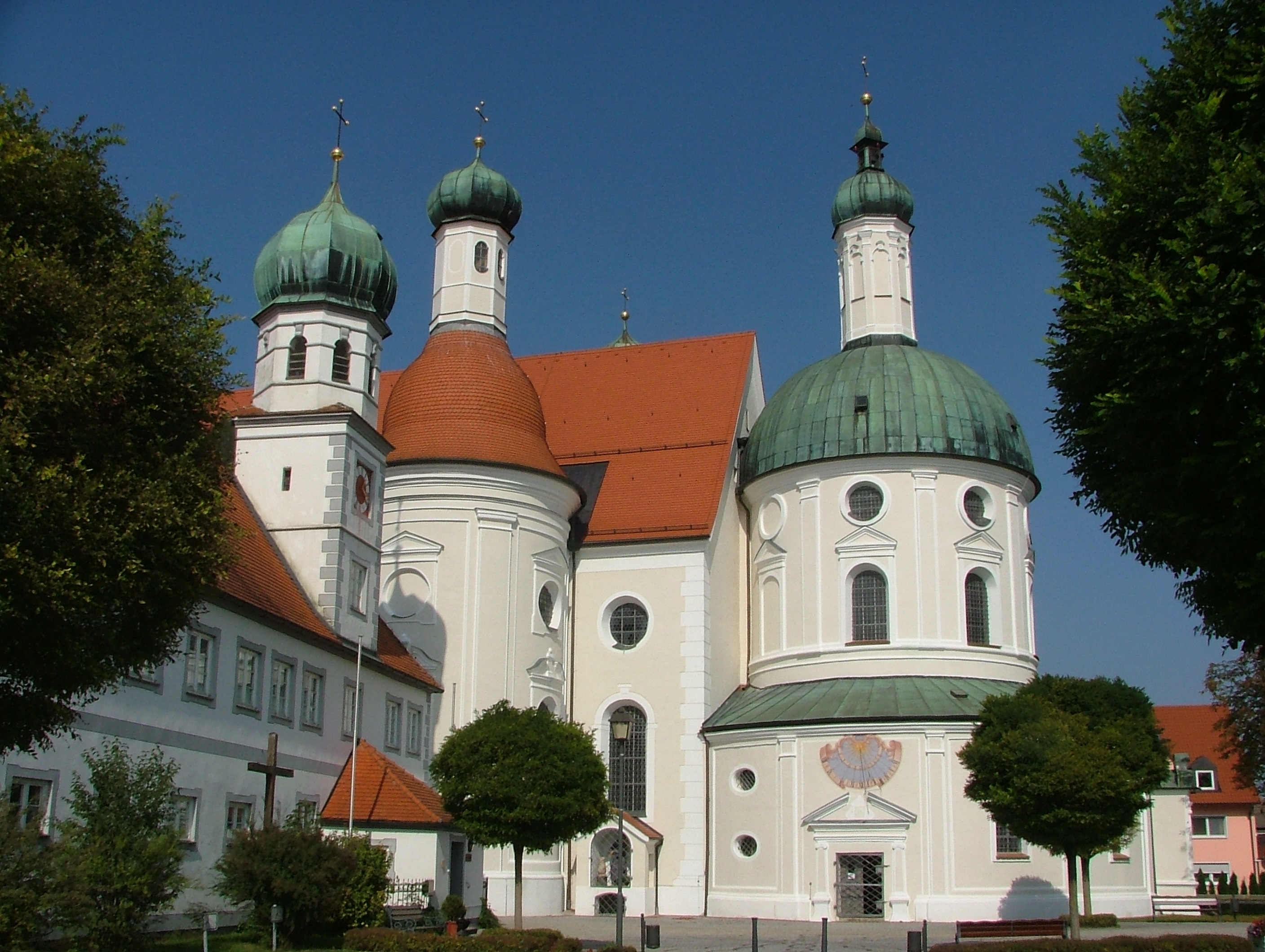
Wallfahrtskirche Maria Hilf Lechfeld

Das Dekanat Schwabmünchen ist eines von 23 Dekanaten des römisch-katholischen Bistums Augsburg. Sitz ist aktuell Schwabmünchen.
Das Dekanat entstand im Zuge der Bistumsreform vom 1. Dezember 2012.

## Gliederung
- Königsbrunn

Königsbrunn „St. Ulrich“,
- Bobingen

Bobingen „St. Felizitas“,
Bobingen-Siedlung „Zur Heiligen Familie“,
Reinhartshausen „St. Laurentius“,
Straßberg „Heilig Kreuz“,
Waldberg „St. Radegundis“;
- Fischach

Aretsried “St. Pankratius”,
Fischach “St. Michael”,
Wollmetshofen „St. Jakobus maj.“,
Siegertshofen „St. Nikolaus“,
Willmatshofen „St. Vitus“;
- Großaitingen

Großaitingen „St. Nikolaus“,
Reinhartshofen „St. Jakobus“,
Kleinaitingen „St. Martin“,
Oberottmarshausen „St. Vitus“,
Wehringen „St. Georg“;
- Hiltenfingen/Langerringen

Gennach „St. Johannes Baptist“,
Hiltenfingen „St. Silvester“,
Konradshofen „St. Martin“,
Langerringen „St. Gallus“,
Westerringen „St. Vitus“,
Scherstetten „St. Peter und Paul“,
Schwabmühlhausen „St. Martin“;
- Klosterlechfeld

Graben „St. Ulrich und Afra“,
Klosterlechfeld „Maria Hilf“,
Lagerlechfeld „St. Martin“,
Untermeitingen „St. Stephan“,
Obermeitingen „St. Mauritius“;
- Schwabmünchen

Klimmach „Mater Dolorosa“,
Mittelstetten „St. Magnus“,
Schwabegg „Mariä Himmelfahrt“,
Schwabmünchen „St. Michael“;
- Stauden

Grimoldsried „St. Stephan“,
Langenneufnach „St. Martin“,
Mickhausen „St. Wolfgang“,
Münster „St. Benedikt und Vitus“,
Mittelneufnach „St. Johannes Evangelist“,
Reichertshofen „St. Nikolaus“,
Walkertshofen „St. Alban“.